# Osmar Molinas
Osmar de la Cruz Molinas González, né le 3 mai 1987 à Capiatá au Paraguay, est un footballeur professionnel international paraguayen. Il évolue au poste de milieu de terrain.

## Biographie

### En club
Il atteint les demi-finales de la Copa Sudamericana en 2013 avec le Club Libertad.

### En équipe nationale
Il reçoit sa première sélection en équipe du Paraguay le 4 novembre 2009, en amical contre le Chili (défaite 2-1).
Il participe avec l'équipe du Paraguay à la Copa América 2015 organisé au Chili. Le Paraguay se classe quatrième de la compétition.

## Carrière
- 2005-2011 :  Olimpia
- 2011-2012 :  Colo-Colo
- 2012- :  Libertad

## Palmarès
- Champion du Paraguay en 2012 (clôture), 2014 (ouverture), 2014 (clôture) et 2016 (ouverture) avec le Club Libertad